# Heriot's Rugby Club
Il Heriot's Rugby Club è una squadra scozzese di rugby a 15 che gioca a Edimburgo e disputa la Premiership Division One.

## Palmarès
- Campionati scozzesi: 5
1978-79, 1998-99, 1999-00, 2014-15, 2015-16
- Coppe di Scozia: 4
2002-03, 2008-09, 2013-14, 2015-16